# CKV KOAG
CKV KOAG is een Nederlandse korfbalclub uit Krimpen aan den IJssel. De clubnaam is een afkorting voor Korfbal Ons Aller Genoegen.

## Geschiedenis
De club is opgericht op 2 augustus 1949. Voor deze tijd werd korfbal buiten gespeeld op scholen. Vanwege de populariteit werd er besloten een club op te richten, dat gebeurde in 1949.
Van 1949 tot 1962 speelde KOAG zijn wedstrijden zonder vast thuishonk. In 1962 werd het eerste clubhuis gebouwd aan de Verbindingsweg in Krimpel aan de IJssel.
In 1973 verhuisde de club naar de Olympiade, wat nu de Driekamp heet. Dit was de laatste verhuizing in de clubgeschiedenis.

## Locatie
Veldwedstrijden worden gespeeld aan de Groene Wetering 2 in Krimpen aan de IJssel. Zaalwedstrijden worden gespeeld in Sporthal Krimpenerwaard College.

## Niveau
In seizoen 2023-2024 maakte de club in de veldcompetitie promotie naar de Ereklasse, de hoogste Nederlandse veldcompetitie.
In de tweede helft van dit seizoen zal de club daarom uitkomen in de Ereklasse degradatiepoule. De ploeg pakte in deze competitie geen punten, waardoor het degradeerde naar de Hoofdklasse veld voor seizoen 2024-2025.